# John Mensah
John Mensah (Obuasi, Ghana; 29 de noviembre de 1982) es un exfutbolista ghanés que jugaba como defensa y su último equipo fue el AFC United de Suecia.

## Trayectoria
Mensah fue descubierto por el sistema de ojeadores de Ghana, uno de los mejores del mundo. Se trata de un jugador que dada su polivalencia puede actuar tanto de defensa central como de lateral izquierdo, además de haber sido capitán de su selección en más de una ocasión.
El Bologna FC italiano fue el primero que echó el anzuelo a este defensa, cuando era un jugador juvenil. Dado que aún estaba un poco verde, fue cedido al Bellinzona suizo. Durante su estancia en Suiza, Mensah progresó mucho, y fue convocado con su selección para disputar el Mundial Sub-20 de Argentina, proclamándose subcampeón. 
La temporada siguiente jugó en el Genoa CFC de la Serie B antes de que el Chievo Verona le fichara a mediados de 2002, conjunto en el que estaría tres años, intercalando uno en el Módena FC y más tarde, tras dejar el Chievo, al US Cremonese. 
Tras la lesión del marroquí Abdeslam Ouaddah del Stade Rennes, el equipo francés se hizo con los servicios de Mensah, en 2006. Además, también ha jugado las Copa de África de 2002 y 2006.
El Olympique de Lyon fichó al ghanés para cubrir la baja de Squillaci (al Sevilla FC)

## Selección nacional

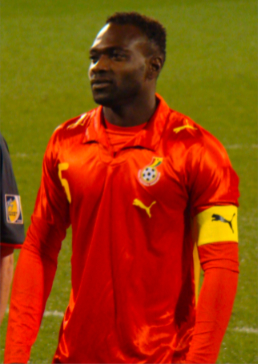
Mensah en un partido con la selección de Ghana.

Ha sido internacional con la selección de fútbol de Ghana, dónde disputó 86 partidos y convirtió 2 goles.

### Participaciones en la Copa del Mundo
| Mundial                               | Sede      | Resultado        |
| ------------------------------------- | --------- | ---------------- |
| Copa Mundial de Fútbol Sub-20 de 2001 | Argentina | Subcampeón       |
| Copa Mundial de Fútbol de 2006        | Alemania  | Octavos de final |
| Copa Mundial de Fútbol de 2010        | Sudáfrica | Cuartos de final |

### Participaciones internacionales
| Torneo                         | Sede   | Resultado        |
| ------------------------------ | ------ | ---------------- |
| Copa Africana de Naciones 2002 | Mali   | Cuartos de final |
| Copa Africana de Naciones 2006 | Egipto | Primera fase     |
| Copa Africana de Naciones 2008 | Ghana  | Tercer lugar     |

## Clubes
| Club                    | País       | Año       |
| ----------------------- | ---------- | --------- |
| Bologna FC              | Italia     | 1999-2000 |
| AC Bellinzona           | Suiza      | 2000-2001 |
| Genoa CFC               | Italia     | 2001-2002 |
| Chievo Verona           | Italia     | 2002-2004 |
| Módena FC (Cedido)      | Italia     | 2004      |
| Chievo Verona           | Italia     | 2004-2005 |
| US Cremonese (Cedido)   | Italia     | 2005-2006 |
| Stade Rennes            | Francia    | 2006-2008 |
| Olympique de Lyon       | Francia    | 2008-2011 |
| Sunderland AFC (Cedido) | Inglaterra | 2009-2011 |
| Stade Rennes            | Francia    | 2013      |
| Asante Kotoko FC        | Ghana      | 2014      |
| FC Nitra                | Eslovenia  | 2014      |
| AFC United              | Suecia     | 2016      |